# GNU Zebra
GNU Zebra est une suite logicielle de routage développée en 1996 pour le projet GNU par Kunihiro Ishiguro. Il prend en charge plusieurs protocoles, dont BGP-4 et permet de transformer une machine Unix en routeur.

## Historique
GNU Zebra est ensuite maintenu pour le projet GNU par IP Infusion, une société fondée par l’auteur de la suite logicielle.
GNU Zebra est testé avec succès par le fournisseur d’accès internet Towerstream au début des années 2000, mais Jeffrey M. Thompson, le directeur fondateur de Towerstream lui préfère sa version propriétaire ZebOS pour le déploiement.
IP Infusion délaisse par la suite GNU Zebra pour privilégier sa version propriétaire ; GNU Zebra devient ZebOS et prend la forme d’un logiciel propriétaire.
Le logiciel libre GNU Zebra est toujours disponible selon les termes de la licence GNU GPL, mais n’est plus maintenu. Il est remplacé par Quagga, un fork du projet GNU Zebra.

## Caractéristiques techniques
- Similitude avec les formats de fichiers de configuration des systèmes Cisco IOS[4],[5].